# Sim-nyelv
A sim-nyelv (angolul simlish) egy kitalált nyelv, melyet a simek beszélnek. A nyelvet talán valamelyik szláv nyelvhez lehetne hasonlítani, de valójában egy halandzsa nyelv, mely több mássalhangzót használ fel egy szóban. A sok angol szó miatt egyfajta angol szlengnek is lehet hallani. Az Electronic Arts fejlesztése és több számítógépes játék nyelveként vált ismertté. A nyelv elsőként a SimCopter játékban tűnt fel, de igazi hírnevet a The Sims, a The Sims 2, a The Sims 3 és a The Sims 4 fejlesztések jelentettek. A Sims fejlesztő csapata a nyelv megalkotásakor több nyelvet vett alapul például az ukrán, a francia, a latin, a finn, az angol, a fidzsi és a tagalog nyelvekből kölcsönöztek szavakat. A sim-nyelv a SimCity 4 és a SimCity Societies játékokban is jelen van és a Spore videójátékban is beszélik. A nyelvet a Firaxis játékfejlesztő által készített Sid Meier's SimGolf játékszoftver is használja.

## Története
Megalkotója Will Wright, aki a játékfejlesztések során tudatában volt annak, hogy szükség van a párbeszédekre a kifejlesztett játékokban, de úgy gondolta, hogy egy valódi nyelv túlságosan korlátozná a felhasználói kört és az esetleges fordítások plusz költségeket generálnának. Ezért megalkotott egy olyan nyelvet, mely a játékokhoz szükséges, de nem kell megérteni, hiszen a játék során a nyelv háttérben csak az interaktív élmény fokozását szolgálja. A nyelvet hivatalosan 2000 februárjától nevezik angol nevén simlishnek.
A SIMS játékokban használt nyelvezet egy kicsit eltér egymástól. Például a The Sims 3-ban erőteljesebben beszélik a simek, mint a My Sims-ben. De a nyelv felvételi technikájában, és szövegében nem különbözik. A játékokban alkalmaztak speciális betűkaraktereket a nyelv írott változataként és számos dal is készült a játékok népszerűsítése érdekében ezen a nyelven.
Egy jellemző sim kifejezés: Ah, van vesua! Cummuns nala jelentése Szia! Hogy vagy? (Mi van veled?)

## Sim-nyelv a zenében
| Előadó        | A dal címe         | A játék melyben feltűnik |
| ------------- | ------------------ | ------------------------ |
| Lily Allen    | Smile              | The Sims 2               |
| Nelly Furtado | Manos al Aire      | The Sims 3               |
| V.V. Brown    | Shark in the water | The Sims 3               |
| Katy Perry    | Hot 'N' Cold       | The Sims 2               |